# 유성 나들목

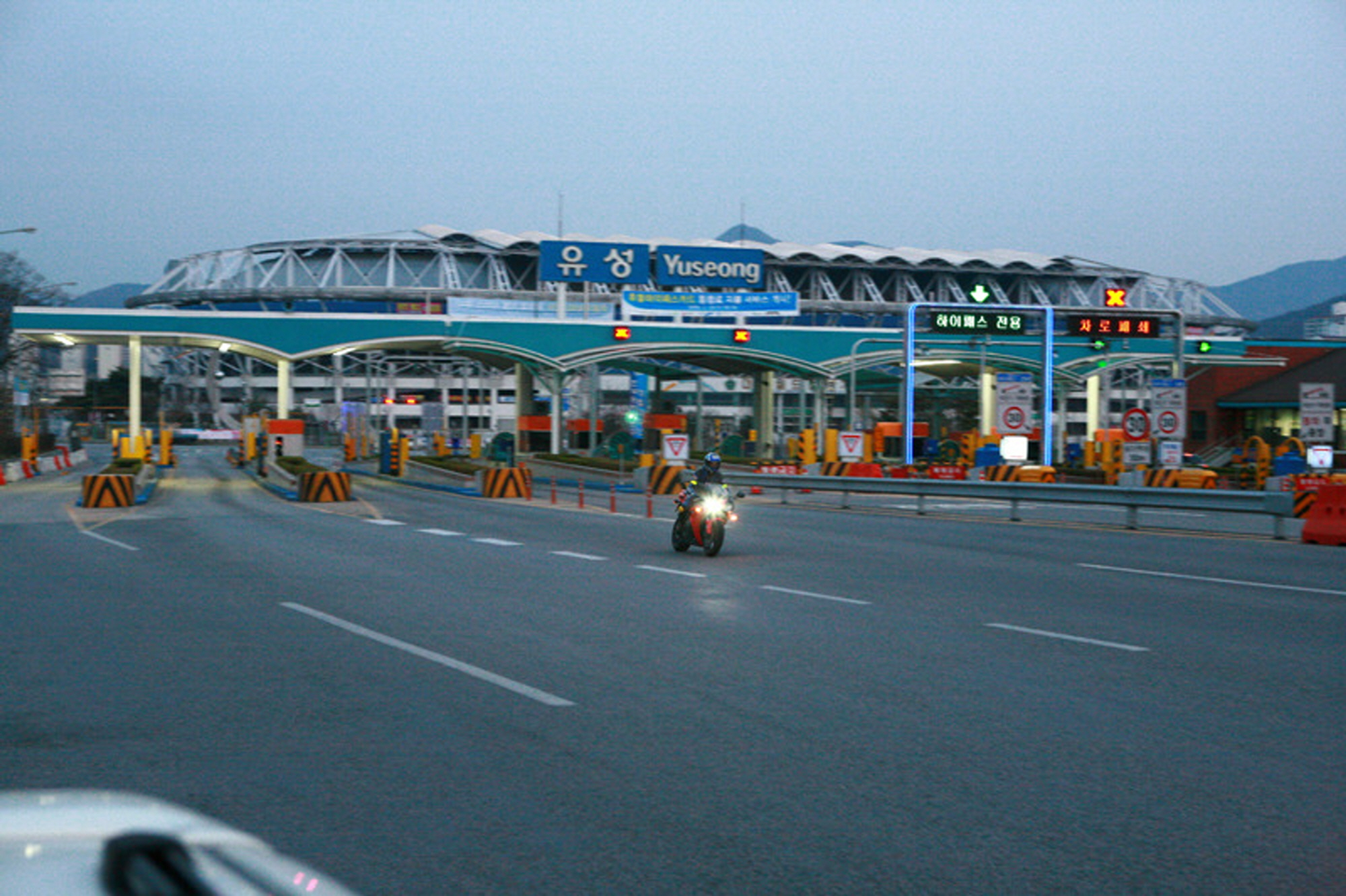
유성 요금소

유성 나들목(Yuseong IC)은 대전광역시 유성구 장대동에 설치된 호남고속도로지선의 5번 교차로이다. 나들목 진출입로는 노은1동과 접하고 있다. 대전 시내 (유성구 일대) 및 충청남도 공주시 반포면, 세종특별자치시 금남면 등지로 진출할 수 있다.

## 연혁
- 1975년 12월 26일 : 나들목 신설 개통[1]
- 1992년 3월 16일 : 나들목 요금소 차선 확장으로 인해 대전직할시 유성구 장대동 ~ 노은동 260m 구간 도로구역 변경[2]
- 1998년 6월 10일 : 나들목 요금소 차로 확장 공사로 인해 대전광역시 유성구 장대동 156m 구간 도로구역 변경[3]
- 2001년 8월 25일 : 호남고속도로지선의 나들목으로 변경[4]
- 2005년 2월 1일 : 2006년까지 나들목 요금소 차로 10차로 확장 공사를 위해 대전광역시 유성구 장대동 240m 구간 도로구역 변경[5]

## 구조물 정보
- 위치: 대전광역시 유성구 장대동
- 영업소: 대전광역시 유성구 호남지선고속도로 43 (장대동)

## 접속하는 도로
- 북유성대로, 월드컵대로
- 간접 연결 : 국도 제32호선 (현충원로), 한밭대로

## 교통량 정보
| 요금소        | 통행량 (대/일) | 통행량 (대/일) | 통행량 (대/일) | 통행량 (대/일) | 통행량 (대/일) | 통행량 (대/일) | 통행량 (대/일) | 통행량 (대/일) | 통행량 (대/일) | 통행량 (대/일) | 각주  |
| 요금소        | 2001년         | 2002년         | 2003년         | 2004년         | 2005년         | 2006년         | 2007년         | 2008년         | 2009년         | 2010년         | 각주  |
| ------------- | -------------- | -------------- | -------------- | -------------- | -------------- | -------------- | -------------- | -------------- | -------------- | -------------- | ----- |
| 유성 (폐쇄식) | 11,943         | 14,421         | 15,672         | 15,504         | 15,797         | 16,307         | 16,293         | 15,480         | 17,691         | 18,213         | [ 6 ] |
| 요금소        | 2011년         | 2012년         | 2013년         | 2014년         | 2015년         | 2016년         | 2017년         | 2018년         | 2019년         |                | [ 6 ] |
| 유성 (폐쇄식) | 18,486         | 18,143         | 18,709         | 19,510         | 20,479         | 21,396         | 21,244         | 21,474         | 22,178         |                | [ 6 ] |